# شریک جنسی
شَریک جِنسی، یار جنسی، هَمدَم جنسی یا پارتنِر جنسی (به انگلیسی: Sexual partner) به فرد یا افرادی گفته می‌شود که با یکدیگر وارد فعالیت جنسی می‌شوند. شریک جنسی ممکن است از هر جنسیت و گرایشی و همچنین یک یا چند نفر باشند.